# Usine d'électricité de Metz
L'Usine d'électricité de Metz, dite UEM, est un fournisseur et producteur français d'électricité et de gaz présent sur le marché messin depuis 1901 et sur le reste du territoire français via sa filiale Énergem depuis 2009. C'est historiquement une entreprise locale de distribution d'électricité opérant sur un périmètre de 141 communes autour de la ville de Metz (Moselle), son actionnaire majoritaire.
La société est créée en 1901 alors que l'Alsace-Lorraine est un Land (région avec parlement) de l'Empire allemand. En 1925, après le retour à la France, la Stadtwerk devient une régie municipale française. En 1946, elle survit à la nationalisation du marché de l'électricité en tant qu'entreprise locale de distribution d'électricité. À la suite de la déréglementation du marché de l'électricité dans les années 2000, elle est transformée en société anonyme d'économie mixte locale en 2008 et peut étendre ses offres à l'ensemble du territoire français en 2009. Exploitant le réseau de chauffage urbain de Metz depuis 1956, elle commence la commercialisation de gaz en 2009. Au cours de son existence, la société a lancé plusieurs services : la gestion de l'éclairage public, la télévision par câble en 1993, l'édition de logiciel informatique en 2004, la fourniture d'accès à Internet en 2008, la location de vélos électriques en 2009 et l'installation de bornes de recharge de véhicules électriques en 2013.
L'UEM compte près de 183 000 clients en 2022 auxquels ont été fournis 1 008 GWh d'énergie dans l'année. L'entreprise produit en partie son énergie, principalement grâce à une centrale thermique multi-énergies à cogénération. Elle est aussi présente dans les énergies renouvelables avec des centrales hydroélectriques, une centrale solaire photovoltaïque et des parcs éoliens.

## Histoire

### 1900: Une stadtwerk allemande
En 1900, alors que l'Alsace-Lorraine est sous domination de l'Empire allemand, le conseil municipal de Metz (Moselle), décide de construire une centrale thermique au Pontiffroy pour permettre l'électrification du tramway de Metz jusqu'alors à traction hippomobile,,. La Städtisches Elektrizitätswerk Metz entre en service dès l'année suivante. En 1903, le conseil municipal rachète le réseau électrique et la centrale de production.

### 1925: Une régie municipale française
En 1925, la stadtwerk devient une régie municipale française,. En 1933, la centrale hydroélectrique d'Argancy est mise en service.
Au sortir de la Seconde Guerre mondiale, la loi no 46-628 du 8 avril 1946 nationalise le secteur de l'électricité pour permettre la reconstruction du pays. Les compétences de production, transport et distribution de l'énergie détenues jusqu'alors par plus de 1 300 sociétés privées sont transférées à un établissement public à caractère industriel et commercial appelé Électricité de France (EDF),. Mais en tant qu'entreprise publique locale de distribution d'électricité, UEM peut continuer ses activités dans un périmètre de 30 kilomètres autour de Metz,.
En 1956, UEM commence son activité de chauffage urbain à partir de la centrale thermique du Pontiffroy. Elle commence la construction d'une seconde centrale hydroélectrique à Wadrinau en 1957 et d'une centrale de cogénération à Chambière en 1961. En 1963, de nouveaux bureaux situés rue Pasteur permettent l'accueil de la clientèle. Une troisième usine hydroélectrique est mise en service à Jouy-aux-Arches en 1966, et au contraire, la centrale thermique de Pontiffroy est mise hors service en 1969.
En 1980, UEM regroupe tous ses services dans de nouveaux locaux installés sur l'ancien site de Pontiffroy. En 1986, la régie installe un centre technique à Faulquemont. En 1992, la centrale de Chambière est modernisée et se voit équipée d'une turbine à gaz. En 1993, UEM commence son activité de télévision par câble.
À la fin des années 1990, l'Union européenne lance la libéralisation du marché de l'énergie européen (électricité et gaz) qui met fin au monopole des opérateurs historiques. En France, le calendrier prévoit l'ouverture du marché de l'énergie par étapes de février 1999 à juillet 2007,,.
En 2004, UEM crée et met en service le progiciel de gestion intégré efluid. En 2005, la régie est choisie pour assurer l'exploitation du réseau de chauffage urbain « Metz-Est » par délégation de service public alors qu'elle exploite déjà le réseau « Metz-Cité ». Elle récupère alors une seconde centrale thermique. En 2006, elle est également choisie pour la climatisation et le chauffage du centre Pompidou-Metz. En 2007, la jonction des réseaux de chauffage « Metz-Cité » et « Metz-Est » est effectuée.

### 2008: Une société d'économie mixte
Le 1er janvier 2008, l'UEM devient une société anonyme d'économie mixte locale (SAEML) et transfère ses activités de gestion des réseaux de distribution d'électricité dans une filiale dénommée réséda. Ce changement lui permet de respecter une directive européenne de 2007 imposant la séparation juridique des activités de distribution dans une entreprise intégrée. Mais ce nouveau statut a également pour conséquence de limiter la participation de la ville de Metz à 85 % du capital de la SAEML. La Caisse des dépôts est alors retenue pour acquérir les 15 % restants,,.
En 2008, UEM devient fournisseur d'accès à Internet grâce à son réseau câblé. En 2009, UEM crée énergem, une filiale commercialisant l'électricité du groupe dans l'ensemble du territoire français, hors du périmètre d'UEM,. Cette même année, le groupe lance ses offres de fourniture de gaz naturel, ainsi que V'élec, un service de location de vélo à assistance électrique. En 2010, il crée énergreen production, une filiale chargée du développement de la production d'énergie renouvelable. En 2012, UEM met en place avec d'autres entreprises locales de distribution la plateforme énercom permettant de mutualiser l'approvisionnement et la gestion d'énergies, en prévision de la fin des tarifs réglementés,.
En janvier 2013, la centrale Metz-Chambière met en route une unité de biomasse de 45 MW fonctionnant au bois. Le même mois, devant le succès grandissant de son progiciel efluid, UEM s'associe au gestionnaire de réseau d'électricité ERDF pour poursuivre son développement et crée une filiale dénommée Efluid. Cette dernière est détenue à 60 % par UEM, à 30 % par ERDF et à 10 % par la Caisse des dépôts. En mai, UEM installe sa première borne de recharge pour véhicule électrique à Metz et prévoit d'en installer une cinquantaine en partenariat avec la mairie. En juin, Énergreen production inaugure une centrale solaire photovoltaïque de 4,5 MW à La Fare-les-Oliviers dans les Bouches-du-Rhône. À la fin de l'année, UEM lance ses offres triple play (Internet, télévision et téléphone). En avril 2014, Énergreen production acquiert trois parcs éoliens d'une puissance cumulée de 36 MW situés en Moselle. En avril 2015, elle inaugure un parc éolien de 10 MW à Allondrelle-la-Malmaison en Meurthe-et-Moselle,.
En août 2015, UEM crée sa fondation d'entreprise pour soutenir les actions visant à la préservation de l'environnement, de la nature et de la biodiversité.

## Organisation

### Direction
UEM est dirigée par un directeur général nommé par le conseil d'administration.
| Président du conseil d'administration - Jean-François Muller : – 2008 ; - Laurent Lajoye : 2008-2022. - Noël Jouaville : depuis 2022. | Directeur général - Gérard Vincent : - 2008 ; - Francis Grosmangin : depuis 2008 ; - Stéphane Kilbertus : depuis 2022. |

### Capital
UEM est une société anonyme d'économie mixte locale (SAEML) d'un capital de 20 millions d'euros détenue à 85 % par la ville de Metz et à 15 % par la Caisse des dépôts et consignations,.

### Données financières
En 2015, UEM a réalisé un chiffre d'affaires de 206,7 millions d'euros, dont 68,2 % viennent de la fourniture d'électricité, 23,6 % de la production d'électricité, 4,4 % de la fourniture de gaz et 3,8 % des autres activités.

En 2021, UEM a réalisé un chiffre d'affaires de 311,6 millions d'euros, dont 63,9 % viennent de la fourniture d'électricité, 18,0 % de la production d'électricité, 15,9 % de la fourniture de gaz et 2,2 % des autres activités (éclairage public, numérique).

### Siège
Le siège social d'UEM se situe au 2 place du Pontiffroy à Metz en Moselle depuis 1980,.

## Activités du groupe

### Distribution d'électricité
UEM est une entreprise locale de distribution d'électricité (ELD) chargée de la gestion du réseau de distribution (GRD) sur un périmètre de 139 communes situées à l'ouest de la Moselle autour de Metz, en lieu et place du gestionnaire national Enedis. Cette activité est exercée par la filiale réséda depuis le 1er janvier 2008 pour être conforme à la réglementation européenne imposant une séparation juridique de cette activité,.

### Fourniture d'énergie
UEM est un fournisseur d'électricité et de gaz naturel pour les particuliers, les professionnels, les entreprises et les collectivités locales. La société est l'une des rares — avec EDF — à pouvoir commercialiser des offres au tarif réglementé par le gouvernement appelé tarif bleu, mais uniquement sur son périmètre de distribution. Elle commercialise également des offres de marché sur le reste du territoire français via sa filiale énergem,,.
En 2015, UEM a fourni 1 311 GWh d'électricité à près de 163 000 clients — dont 161 000 particuliers représentant 55 % de l'électricité vendue — et 66 GWh de gaz à près de 6 000 personnes.

### Production d'électricité
UEM possède plusieurs équipements de production d'électricité utilisant l'énergie thermique, hydraulique, éolienne et solaire. Les énergies renouvelables — hors hydraulique — sont gérées par la filiale Énergreen production.
- La centrale thermique multi-énergies de Metz-Chambière a produit 739 GWh d'énergie en 2015 provenant à 38 % de la biomasse, à 28 % de la vapeur générée par l'incinérateur de déchets voisin, à 23 % du gaz naturel et à 11 % du charbon. L'unité de biomasse d'une puissance de 45 MW — l'une des plus grandes de France — est alimentée à 68 % par des plaquettes forestières locales, à 20 % par du bois de récupération issu du centre de tri des déchets et à 12 % par des écorces et résidus de scierie. La centrale fonctionne sur le principe de la cogénération en récupérant la chaleur produite pour le chauffage urbain. Cela permet ainsi d'améliorer le rendement énergétique de la centrale[39],[40],[41],[42].
- Trois centrales hydroélectriques sont réparties le long de la Moselle à Argancy (1932), Wadrinau (1956) et Jouy-aux-Arches. Ne fonctionnant pas à partir d'un lac de barrage, leur production est directement liée au débit de la rivière. En 2015, elles ont produit 40 GWh d'électricité[39],[43].
- Quatre parcs éoliens d'une puissance totale de 46 MW ont produit 100 GWh d'électricité en 2015. Trois parcs de 18 éoliennes en tout, acquis en février 2014, sont situés sur le territoire des communes de Baronville, Destry, Eincheville, Landroff, Suisse, Thicourt et Thonville en Moselle. Le quatrième parc de cinq éoliennes, inauguré en avril 2015, est situé à Allondrelle-la-Malmaison en Meurthe-et-Moselle[39],[44].
- La centrale photovoltaïque de La Fare-les-Oliviers dans les Bouches-du-Rhône est constituée de 18 000 panneaux solaires d'une puissance totale de 4,5 MW. Inaugurée en juin 2013, elle a produit 6,2 GWh d'électricité en 2015[39],[45].

### Production et distribution de chaleur
UEM exploite le réseau de chauffage urbain du centre-ville de Metz, lancé en 1956 dans le centre-ville de Metz et progressivement étendu sur le territoire de la ville et de sa banlieue et désormais sur le territoire de Metz Métropole. Le réseau cumule plus de 120 km de canalisations et continue son développement. Ce service s'adresse aussi bien aux particuliers, qu'aux professionnels et aux collectivités et a fourni au total plus de 560 GWh en 2017, soit l'équivalent de 44 000 logements équivalents F3 desservis.
La chaleur est principalement produite par la centrale thermique de Metz-Chambière grâce à la cogénération. Elle est soutenue par la centrale de Metz-Est d'une puissance de 75 MW. En 2015, UEM a fourni 409,3 GWh de chaleur,,.
Les caractéristiques de ce réseau sont les suivantes : taux d'EnR de 62 %, émissions carbone de 72,982 g CO₂/kWh.

### Éclairage public
UEM gère l'éclairage public de plus de 139 collectivités représentant au total plus de 41 000 points lumineux. La société assure la maintenance de ces derniers, effectue les travaux de rénovation, met en place les illuminations de fin d'année et la mise en lumière des bâtiments remarquables, et donne des conseils en matière de qualité d'éclairage et de consommation énergétique,.

### Télévision et Internet
UEM est un opérateur de télévision par câble ainsi qu'un fournisseur d'accès à Internet avec ses offres triple play (Internet, téléphonie et télévision),.
En 2015, UEM dessert 39 communes et compte plus de 334 km de câble coaxial et de fibre optique.
Cette activité est vouée à s'éteindre au fur et à mesure que les communes câblées par l'UEM accèdent à la fibre optique.

### Édition informatique
UEM est présent dans le domaine de l'édition informatique via sa filiale efluid détenue en partenariat avec Enedis et la Caisse des dépôts. Cette société créée en janvier 2013 est chargée de développer le progiciel de gestion intégré efluid créé en 2004. En 2015, le logiciel compte plus de 2 millions de clients finaux,.
UEM gère également avec d'autres entreprises locales de distribution la plateforme énercom permettant de mutualiser l'approvisionnement et la gestion d'énergies.

### Autres services
UEM commercialise de nombreux autres services en lien avec son cœur de métier, l'énergie, à destination des particuliers et des professionnels. Elle possède un service de dépannage électrique ainsi qu'un service d'accompagnement à l'amélioration de la performance énergétique de l'habitat, du diagnostic de performance énergétique (DPE) à la réalisation des travaux. Elle propose également un service de location de vélos à assistance électrique V'élec et installe un réseau d'une vingtaine de bornes de recharge de véhicules électriques Connect&Go.